# 허버트 새뮤얼

허버트 새뮤얼

허버트 루이스 새뮤얼, 제1대 새뮤얼 백작(1870년 11월 6일~1960년 2월 5일)은 영국의 정치인이다. 데이비드 로이드 조지의 뒤를 이어 자유당 대표직에 올랐으나 1935년 총선에서 당의 쇠퇴를 막지 못했으며 자신도 지역구에서 낙선하였다. 한편으로는 '새로운 자유주의'를 제창하면서 당 현대화에 앞장서기도 하였다. 정치인 외에도 외교관으로 활약하기도 하였다.